# Забороче
За́бороче (Забороччя) — село в Україні, в Олевській міській територіальній громаді Коростенського району Житомирської області. Населення становить 316 осіб (2001).

## Географія
На південній околиці села бере початок річка Забороччя (Мудрич).

## Населення
Згідно з переписом УРСР 1989 року чисельність наявного населення села становила 344 особи, з яких 166 чоловіків та 178 жінок.
За переписом населення України 2001 року в селі мешкало 311 осіб. 100 % населення вказало своєю рідною мовою українську мову.

## Історія
До 11 серпня 2016 року село входило до складу Кишинської сільської ради Олевського району Житомирської області.